# Olga Ban
Olga Ban (Zarečje kraj Pazina, 26. lipnja 1926. – Pazin, 7. ili 8. listopada 1943.), hrvatska antifašistkinja i narodna heroina Jugoslavije.

## Biografija
Rođena je 26. lipnja 1926. u malom istarskom selu Zarečju kraj Pazina. Nakon završetka osnovne škole nije mogla zbog siromaštva nastaviti školovanje, nego je pomagala ocu koji je bio krojač.
Otac joj je kao radnik bio napredno orijentiran, pa je to prenio i na Olgu. Narodnooslobodilačkom pokretu pomagali su još od 1941. godine, a kuća njezinog oca pretvorena je u partizansku bazu. Tu su se sabirala razna materijalna sredstva za NOP, održavali sastanci partijskih aktivista, održavala kurirska veza. Olga je aktivno sudjelovala u organiziranju i izvršenju tih poslova. Šila je odjeću za partizane, vršila kurirsku službu, prikupljala hranu i lijekove. Uskoro je primljena i za članicu SKOJ-a. Kako bi se dodatno obrazovala u tom području, pohađa i političke tečajeve.
Olga 1943. godine odlazi u Gorski kotar i bori se u redovima primorsko-goranskih jedinica. U svibnju 1943. godine vratila se u rodni kraj i pomagala organiziranje omladine i žena u NOP. Zajedno sa svojim ocem 16. lipnja 1943. godine primljena je u Komunističku partiju Jugoslavije u partizanskoj vojnoj bazi kod sela Brgudca pod Planikom.
Osmog listopada 1943. godine Nijemci su opkolili njezinu rodnu kuću i uhitili je zajedno s bratom i ocem. Nju i oca su istog dana strijeljali na pazinskom groblju, a brata su odveli u koncentracijski logor Dachau. Njenu majku također su uhitili i odveli u logor.
Kada su Olgu htjeli pomilovati, govoreći joj da je još mlada i da se može promijeniti, ona im je odgovorila: Jedna mlada skojevka ne mijenja se nikad. List Glas Istre pisao je 3. prosinca 1943. godine o njezinoj pogibiji i pogibiji njezinog oca: Pošli su da rade u Istri za Istru, za slobodu, za naš narod, pošli su u borbu, i sada ih više nema. Švapski fašistički razbojnici su ih strijeljali. Drug Ban i njegova kći dali su najveću žrtvu, dali su živote svoje za Istru, za slobodu, za svoj narod.
Ukazom predsjednika Socijalističke Federativne Republike Jugoslavije Josipa Broza Tita od 26. rujna 1973. godine proglašena je narodnim herojem.

## Vanjske poveznice
- Istarska enciklopedija: Ban, Olga